# Svájc az 1984. évi téli olimpiai játékokon
Svájc a jugoszláviai Szarajevóban megrendezett 1984. évi téli olimpiai játékok egyik részt vevő nemzete volt. Az országot az olimpián 8 sportágban 42 sportoló képviselte, akik összesen 5 érmet szereztek.

## Érmesek
| Érem  | Versenyző                                                     | Sportág  | Versenyszám            |
| ----- | ------------------------------------------------------------- | -------- | ---------------------- |
| Arany | Max Julen                                                     | Alpesisí | Férfi óriás-műlesiklás |
| Arany | Michela Figini                                                | Alpesisí | Női lesiklás           |
| Ezüst | Peter Müller                                                  | Alpesisí | Férfi lesiklás         |
| Ezüst | Maria Walliser                                                | Alpesisí | Női lesiklás           |
| Bronz | Silvio Giobellina Heinz Stettler Urs Salzmann Rico Freiermuth | Bob      | Férfi négyes           |

## Alpesisí
Férfi
| Versenyző         | Versenyszám      | 1. futam      | 1. futam      | 2. futam | 2. futam | Összesítés | Összesítés |
| Versenyző         | Versenyszám      | Idő           | Hely.         | Idő      | Hely.    | Idő        | Helyezés   |
| ----------------- | ---------------- | ------------- | ------------- | -------- | -------- | ---------- | ---------- |
| Thomas Bürgler    | Műlesiklás       | 53,16         | 11.           | 48,87    | 9.       | 1:42,03    | 10.        |
| Thomas Bürgler    | Óriás-műlesiklás | 1:21,75       | 7.            | 1:22,09  | 15.*     | 2:43,84    | 11.        |
| Conradin Cathomen | Lesiklás         |               |               |          |          | 1:47,63    | 14.        |
| Joël Gaspoz       | Műlesiklás       | nem ért célba | nem ért célba | kiesett  | kiesett  | kiesett    | kiesett    |
| Joël Gaspoz       | Óriás-műlesiklás | 1:21,98       | 8.            | 1:21,62  | 10.      | 2:43,60    | 10.        |
| Max Julen         | Műlesiklás       | nem ért célba | nem ért célba | kiesett  | kiesett  | kiesett    | kiesett    |
| Max Julen         | Óriás-műlesiklás | 1:20,54       | 1.            | 1:20,64  | 2.       | 2:41,18    |            |
| Peter Müller      | Lesiklás         |               |               |          |          | 1:45,86    |            |
| Urs Räber         | Lesiklás         |               |               |          |          | 1:46,32    | 5.*        |
| Pirmin Zurbriggen | Lesiklás         |               |               |          |          | 1:46,05    | 4.         |
| Pirmin Zurbriggen | Műlesiklás       | nem ért célba | nem ért célba | kiesett  | kiesett  | kiesett    | kiesett    |
| Pirmin Zurbriggen | Óriás-műlesiklás | nem ért célba | nem ért célba | kiesett  | kiesett  | kiesett    | kiesett    |

Női
| Versenyző       | Versenyszám      | 1. futam      | 1. futam      | 2. futam | 2. futam | Összesítés | Összesítés |
| Versenyző       | Versenyszám      | Idő           | Hely.         | Idő      | Hely.    | Idő        | Helyezés   |
| --------------- | ---------------- | ------------- | ------------- | -------- | -------- | ---------- | ---------- |
| Ariane Ehrat    | Lesiklás         |               |               |          |          | 1:13,95    | 4.         |
| Michela Figini  | Lesiklás         |               |               |          |          | 1:13,36    |            |
| Michela Figini  | Óriás-műlesiklás | 1:10,58       | 12.           | 1:12,76  | 11.      | 2:23,34    | 12.        |
| Erika Hess      | Műlesiklás       | 49,57         | 10.           | 48,34    | 3.       | 1:37,91    | 5.         |
| Erika Hess      | Óriás-műlesiklás | 1:10,54       | 11.           | 1:11,97  | 3.       | 2:22,51    | 7.         |
| Monika Hess     | Műlesiklás       | 49,55         | 9.            | 49,12    | 10.      | 1:38,67    | 11.        |
| Monika Hess     | Óriás-műlesiklás | 1:10,90       | 14.           | 1:13,68  | 19.*     | 2:24,58    | 15.        |
| Brigitte Oertli | Lesiklás         |               |               |          |          | 1:14,93    | 12.        |
| Brigitte Oertli | Műlesiklás       | nem ért célba | nem ért célba | kiesett  | kiesett  | kiesett    | kiesett    |
| Maria Walliser  | Lesiklás         |               |               |          |          | 1:13,41    |            |
| Maria Walliser  | Óriás-műlesiklás | nem ért célba | nem ért célba | kiesett  | kiesett  | kiesett    | kiesett    |

* - egy másik versenyzővel azonos eredményt ért el

## Biatlon
| Versenyző  | Versenyszám  | Lövőhiba | Időeredmény | Helyezés |
| ---------- | ------------ | -------- | ----------- | -------- |
| Beat Meier | 10 km sprint | 4        | 34:22,1     | 32.      |
| Beat Meier | 20 km egyéni | 7        | 1:21:24,4   | 31.      |

## Bob
| Versenyző                                                     | Versenyszám | 1. futam | 1. futam | 2. futam | 2. futam | 3. futam | 3. futam | 4. futam | 4. futam | Összesítés | Összesítés |
| Versenyző                                                     | Versenyszám | Idő      | Hely.    | Idő      | Hely.    | Idő      | Hely.    | Idő      | Hely.    | Idő        | Helyezés   |
| ------------------------------------------------------------- | ----------- | -------- | -------- | -------- | -------- | -------- | -------- | -------- | -------- | ---------- | ---------- |
| Hans Hiltebrand Meinrad Müller                                | Kettes      | 51,73    | 4.       | 52,21    | 5.*      | 51,35    | 5.       | 51,47    | 5.       | 3:26,76    | 5.         |
| Ralph Pichler Rico Freiermuth                                 | Kettes      | 52,21    | 6.       | 52,21    | 5.*      | 51,84    | 7.       | 51,97    | 6.       | 3:28,23    | 6.         |
| Silvio Giobellina Heinz Stettler Urs Salzmann Rico Freiermuth | Négyes      | 49,92    | 3.       | 50,48    | 3.       | 50,49    | 3.       | 50,50    | 3.       | 3:21,39    |            |
| Ekkehard Fasser Hans Märchy Kurt Poletti Rolf Strittmatter    | Négyes      | 50,46    | 5.       | 50,60    | 4.       | 50,81    | 4.       | 51,03    | 5.       | 3:22,90    | 4.         |

* - egy másik csapattal azonos eredményt ért el

## Északi összetett
| Versenyző        | Síugrás | Síugrás | Sífutás | Sífutás | Sífutás | Összesítés | Összesítés |
| Versenyző        | Pont    | Hely.   | Idő     | Pont    | Hely.   | Pont       | Helyezés   |
| ---------------- | ------- | ------- | ------- | ------- | ------- | ---------- | ---------- |
| Walter Hurschler | 143,8   | 28.     | 48:12,4 | 204,940 | 4.      | 348,740    | 26.        |

## Gyorskorcsolya
Női
| Versenyző      | Versenyszám | Eredmény | Helyezés |
| -------------- | ----------- | -------- | -------- |
| Silvia Brunner | 500 m       | 42,99    | 11.*     |
| Silvia Brunner | 1000 m      | 1:26,61  | 11.      |
| Silvia Brunner | 1500 m      | 2:12,62  | 16.      |

* - egy másik versenyzővel azonos eredményt ért el

## Műkorcsolya
| Versenyző        | Versenyszám | Kötelező elemek   | Kötelező elemek | Kötelező elemek | Rövid program     | Rövid program | Rövid program | Kűr               | Kűr   | Kűr         | Összesítés         | Összesítés |
| Versenyző        | Versenyszám | Több. hely. száma | Hely.           | Hely. pont.     | Több. hely. száma | Hely.         | Hely. pont.   | Több. hely. száma | Hely. | Hely. pont. | Helyezési pontszám | Helyezés   |
| ---------------- | ----------- | ----------------- | --------------- | --------------- | ----------------- | ------------- | ------------- | ----------------- | ----- | ----------- | ------------------ | ---------- |
| Sandra Cariboni  | Női egyéni  | 5×4+              | 4.              | 2,4             | 5×14+             | 14.           | 5,6           | 6×12+             | 12.   | 12,0        | 20,0               | 11.        |
| Myriam Oberwiler | Női egyéni  | 6×16+             | 15.             | 9,0             | 5×12+             | 13.           | 5,2           | 6×14+             | 14.   | 14,0        | 28,2               | 14.        |

## Sífutás
Férfi
| Versenyző                                                        | Versenyszám     | Eredmény  | Helyezés |
| ---------------------------------------------------------------- | --------------- | --------- | -------- |
| Markus Fähndrich                                                 | 15 km           | 44:08,0   | 32.      |
| Markus Fähndrich                                                 | 50 km           | 2:25:26,4 | 25.      |
| Andi Grünenfelder                                                | 15 km           | 42:45,7   | 11.      |
| Andi Grünenfelder                                                | 30 km           | 1:33:26,4 | 19.      |
| Andi Grünenfelder                                                | 50 km           | 2:19:46,2 | 6.       |
| Giachem Guidon                                                   | 15 km           | 42:45,9   | 12.      |
| Giachem Guidon                                                   | 30 km           | 1:33:28,3 | 20.      |
| Giachem Guidon                                                   | 50 km           | 2:24:25,9 | 19.      |
| Konrad Hallenbarter                                              | 15 km           | 44:00,3   | 28.      |
| Konrad Hallenbarter                                              | 30 km           | 1:35:23,2 | 28.      |
| Konrad Hallenbarter                                              | 50 km           | 2:21:11,6 | 9.       |
| Daniel Sandoz                                                    | 30 km           | 1:39:18,6 | 46.      |
| Giachem Guidon Konrad Hallenbarter Joos Ambühl Andi Grünenfelder | 4 × 10 km váltó | 1:58:06,0 | 5.       |

Női
| Versenyző                                                 | Versenyszám    | Eredmény  | Helyezés |
| --------------------------------------------------------- | -------------- | --------- | -------- |
| Monika Germann                                            | 5 km           | 19:42,0   | 42.      |
| Monika Germann                                            | 10 km          | 35:36,0   | 38.      |
| Monika Germann                                            | 20 km          | 1:08:25,5 | 34.      |
| Christina Brügger                                         | 5 km           | 18:56,2   | 35.      |
| Christina Brügger                                         | 10 km          | 34:17,8   | 20.      |
| Evi Kratzer                                               | 5 km           | 17:47,5   | 9.       |
| Evi Kratzer                                               | 10 km          | 33:04,8   | 11.      |
| Evi Kratzer                                               | 20 km          | 1:03:56,4 | 8.       |
| Karin Thomas                                              | 5 km           | 18:30,4   | 26.      |
| Karin Thomas                                              | 10 km          | 34:31,6   | 23.      |
| Karin Thomas                                              | 20 km          | 1:06:36,1 | 22.      |
| Karin Thomas Monika Germann Christina Brügger Evi Kratzer | 4 × 5 km váltó | 1:09:40,3 | 6.       |

## Síugrás
| Versenyző           | Versenyszám | 1. ugrás | 1. ugrás | 2. ugrás | 2. ugrás | Összesítés | Összesítés |
| Versenyző           | Versenyszám | Pont     | Hely.    | Pont     | Hely.    | Pont       | Helyezés   |
| ------------------- | ----------- | -------- | -------- | -------- | -------- | ---------- | ---------- |
| Christian Hauswirth | Normálsánc  | 76,6     | 46.      | 82,6     | 42.*     | 159,2      | 48.        |
| Fabrice Piazzini    | Normálsánc  | 76,5     | 47.      | 76,1     | 48.*     | 152,6      | 53.        |
| Fabrice Piazzini    | Nagysánc    | 74,8     | 39.      | 76,7     | 38.      | 151,5      | 40.        |
| Hansjörg Sumi       | Normálsánc  | 89,5     | 31.      | 89,0     | 31.      | 178,5      | 32.        |
| Hansjörg Sumi       | Nagysánc    | 88,3     | 25.      | 88,1     | 20.      | 176,4      | 22.        |

* - egy másik versenyzővel azonos eredményt ért el